# اندیس گچ (عبدالله فتحی)
گچ (عبدالله فتحی) یک اندیس مصالح ساختمانی است که در  استان فارس قرار دارد و مادهٔ معدنی موجود در آن، گچ است.سنگ میزبان این اندیس آهک و مارن است و دیرینگی آن به دوران میوسن می‌رسد. 